# Can't Slow Down (Lionel Richie)
Can't Slow Down (1983) è il secondo album di Lionel Richie.

## Tracce
1. Can't Slow Down – 4:41
2. All Night Long (All Night) – 6:25
3. Penny Lover – 5:34
4. Stuck on You – 3:14
5. Love Will Find A Way – 6:15
6. The Only One – 4:20
7. Running with the Night – 6:00
8. Hello – 4:08

## Classifiche

### Classifiche settimanali
| Classifica (1983/84) | Posizione massima |
| -------------------- | ----------------- |
| Australia            | 1                 |
| Austria              | 17                |
| Canada               | 1                 |
| Francia              | 12                |
| Germania             | 2                 |
| Italia               | 9                 |
| Norvegia             | 3                 |
| Nuova Zelanda        | 1                 |
| Paesi Bassi          | 1                 |
| Regno Unito          | 1                 |
| Stati Uniti          | 1                 |
| Stati Uniti (R&B)    | 1                 |
| Svezia               | 2                 |
| Svizzera             | 3                 |

### Classifiche di fine anno
| Classifica (1983) | Posizione |
| ----------------- | --------- |
| Paesi Bassi       | 15        |
| Classifica (1984) | Posizione |
| Australia         | 1         |
| Canada            | 6         |
| Germania          | 4         |
| Paesi Bassi       | 1         |
| Regno Unito       | 1         |
| Stati Uniti       | 3         |
| Svizzera          | 7         |
| Classifica (1985) | Posizione |
| Australia         | 12        |

### Classifiche di fine decennio
| Classifica (1980-89) | Posizione |
| -------------------- | --------- |
| Australia            | 6         |